# Länsväg 257
De Zweedse weg 257 (Zweeds: Länsväg 257) is een provinciale weg in de provincie Stockholms län in Zweden en is circa 22 kilometer lang.

## Plaatsen langs de weg
- Vårsta
- Västerhaninge

## Knooppunten
- Länsväg 225 bij Vårsta (begin)
- Riksväg 73 bij Västerhaninge (einde)